# Warren Cole
Warren Joseph Cole (12. september 1940 - 17. juli 2019) var en newzealandsk roer og olympisk guldvinder.
Ved OL 1968 i Mexico City vandt Cole en guldmedalje i firer med styrmand, sammen med Ross Collinge, Dudley Storey, Dick Joyce og styrmand Simon Dickie. Newzealænderne vandt guldmedaljen foran Østtyskland, der fik sølv, mens Schweiz sikrede sig bronzen. Fire år senere, ved OL 1972 i München, deltog han i samme disciplin, hvor newzealænderne sluttede på sjettepladsen.
Cole vandt desuden en VM-bronzemedalje i otter ved VM 1970 i Canada.

## OL-medaljer
- 1968:  Guld i firer med styrmand